# 755 Квинтила
755 Квинтила (енгл. 755 Quintilla) је астероид главног астероидног појаса. Приближан пречник астероида је 36,04 ,
а средња удаљеност астероида од Сунца износи 3,172 астрономских јединица (АЈ).
Инклинација (нагиб) орбите у односу на раван еклиптике је 3,239 степени, а орбитални период износи 2063,565 дана (5,649 година). Ексцентрицитет орбите астероида износи 0,145.
Апсолутна магнитуда астероида износи 9,81 а геометријски албедо 0,162.
Астероид је откривен 6. априла 1908. године.